# Lou Montulli
Lou Montulli (né en 1970) est un informaticien américain.
Il a fait ses études à l'Université du Kansas, et a été un des fondateurs de Netscape chez qui il a travaillé entre 1994 et 1998.
Il est le créateur du navigateur Lynx, l'inventeur de la balise blink, et de l'utilisation des cookies au niveau des navigateurs. Il a écrit la spécification pour le premier browser à utiliser ce concept. Il avait appelé à l'origine cette technique persistent client state object, mais le nom est devenu "magic cookie" puis simplement "cookie".
Il a fondé plusieurs startups, dont en 2007 la société Zetta, consacrée à des solutions de cloud computing.
Il fait partie de la liste des meilleurs innovateurs de moins de 35 ans en 2002.